# Rodolfo IV de Austria
Rodolfo IV, llamado "El Fundador" (en alemán: Rudolf IV der Stifter; 1 de noviembre de 1339 - 27 de julio de 1365) fue un miembro de la Casa de Habsburgo y duque (autoproclamado archiduque) de Austria, de Estiria y de Carintia entre 1358 y 1365. Además fue conde de Tirol desde 1363 y primer duque de Carniola desde 1364.
Tras la Bula de Oro de 1356, que excluyó a su familia de los electores, mandó escribir el Privilegium Maius, un documento falso atribuido a Federico Barbarroja para devolver poder al ducado de Austria.

## Biografía
Rodolfo nació en Viena, como hijo mayor de Alberto II y Juana de Ferrette. Era de la tercera generación de los duques de Habsburgo en Austria, pero el primero en nacer en Austria. Por lo tanto, él consideraba a Austria su patria, un sentimiento que sin duda transmitió a sus súbditos y contribuyó a su popularidad. Ante la pérdida de la corona imperial que habían ostentado los Habsburgo hasta la muerte de su abuelo Alberto I de Alemania en 1308, fue uno de los duques más enérgicos y activos de Austria de la Baja Edad Media. Se decía que incluso cuando era un joven ya tenía porte de rey. 
Se casó con Catalina de Bohemia, la hija del sacro emperador romano Carlos IV. Movido por la rivalidad con su poderoso suegro, que había convertido a Praga en un radiante centro de cultura, Rodolfo quiso elevar la importancia de Viena a una altura comparable o mayor. Durante más de un siglo, los duques habían fracasado en su intento de que Viena fuera la sede de su propia diócesis, como correspondía a la capital de un ducado. Viena dependía del obispo de Passau, quien tenía excelentes relaciones con el Papa, lo cual mantenía lejos las posibilidades de Viena en este sentido. Por su parte, Rodolfo recurrió a una estratagema: creó un cabildo catedralicio en la iglesia de San Esteban, el cual se asignaría a un obispo, como primer paso para crear la nueva diócesis, lo cual no se produciría hasta 1469. En años posteriores, amplió San Esteban en estilo gótico.
Del mismo, fundó la Universidad de Viena poco antes de su muerte, igual que su suegro había fundado la Universidad Carolina de Praga dos décadas antes.

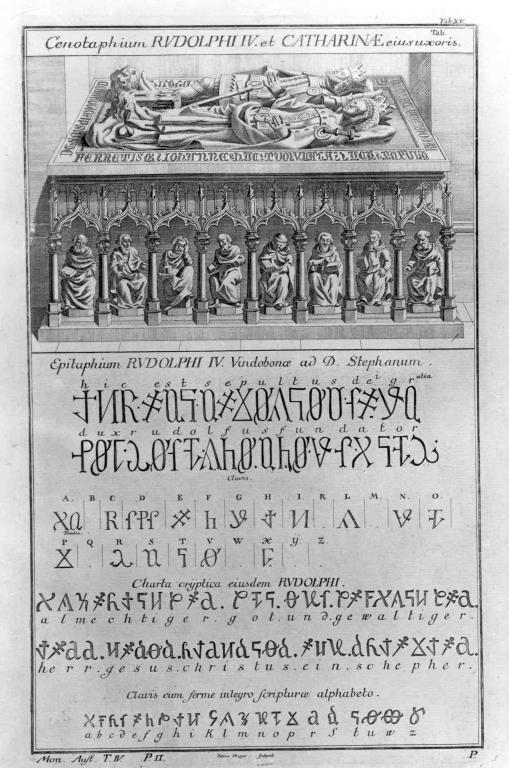
El desciframiento del epitafio que acompaña al cenotafio (o tumba simbólica) del duque Rudolph IV en el Stephansdom, en Viena. La traducción de la escritura secreta es: ‘Este es el sepulcro de Rodolfo, por la gracia de Dios, duque y fundador’ y ‘Dios todopoderoso y gran señor Jesucristo, un pastor’. En realidad Rodolfo nunca fue enterrado en la estructura de piedra, sino en la cripta ducal del Stephansdom, en Viena. El texto se escribió en un Alphabetum Kaldeorum (alfabeto caldeo), un código probablemente inventado.

Rodolfo también es recordado por haber fundado Novo Mesto (Eslovenia), cuyo nombre alemán, Rudolfswert, se le dio en su honor.
Rodolfo murió en Milán repentinamente en 1365 a causa de la peste. His and his wife's mortal remains are buried at the Ducal Crypt underneath the Stephansdom in Vienna. No dejó descendencia, por lo que fue sucedido conjuntamente por sus hermanos, Alberto III y Leopoldo III. Las incesantes disputas los llevaron a repartirse los distintos territorios en el tratado de Neuberg en 1379. Finalmente, Federico V de Austria, como emperador, consiguió la reunificación de Austria casi un siglo más tarde y sentó las bases del Imperio Habsburgo.